# Шосе 1 (Альберта)
Шосе провінції Альберта № 1, яке зазвичай називають шосе 1 — головна магістраль зі сходу на захід у Південній Альберті, яка утворює південну магістраль Трансканадського шосе. Пролягає від кордону Британської Колумбії біля озера Луїза через Калгарі до кордону Саскачевану на схід від Медисін-Гет. Продовжується як шосе 1 в обидві провінції. Охоплює приблизно 534 км від кордону Альберти з Британською Колумбією на заході до її кордону з Саскачеваном на сході. Маршрут являє собою розділену 4-смугову швидкісну магістраль по всій провінції, за винятком ділянки в центрі Калгарі, де воно є магістраллю та Урбан-бульвар із 4-6 смугами руху. Шосе — це автомагістраль між виїздом Саншайн біля міста Банф і Хоум Роуд у Калгарі. Інші сільські ділянки мають перехрестя з розв’язками лише на більш жвавих перехрестях.

## Опис маршруту

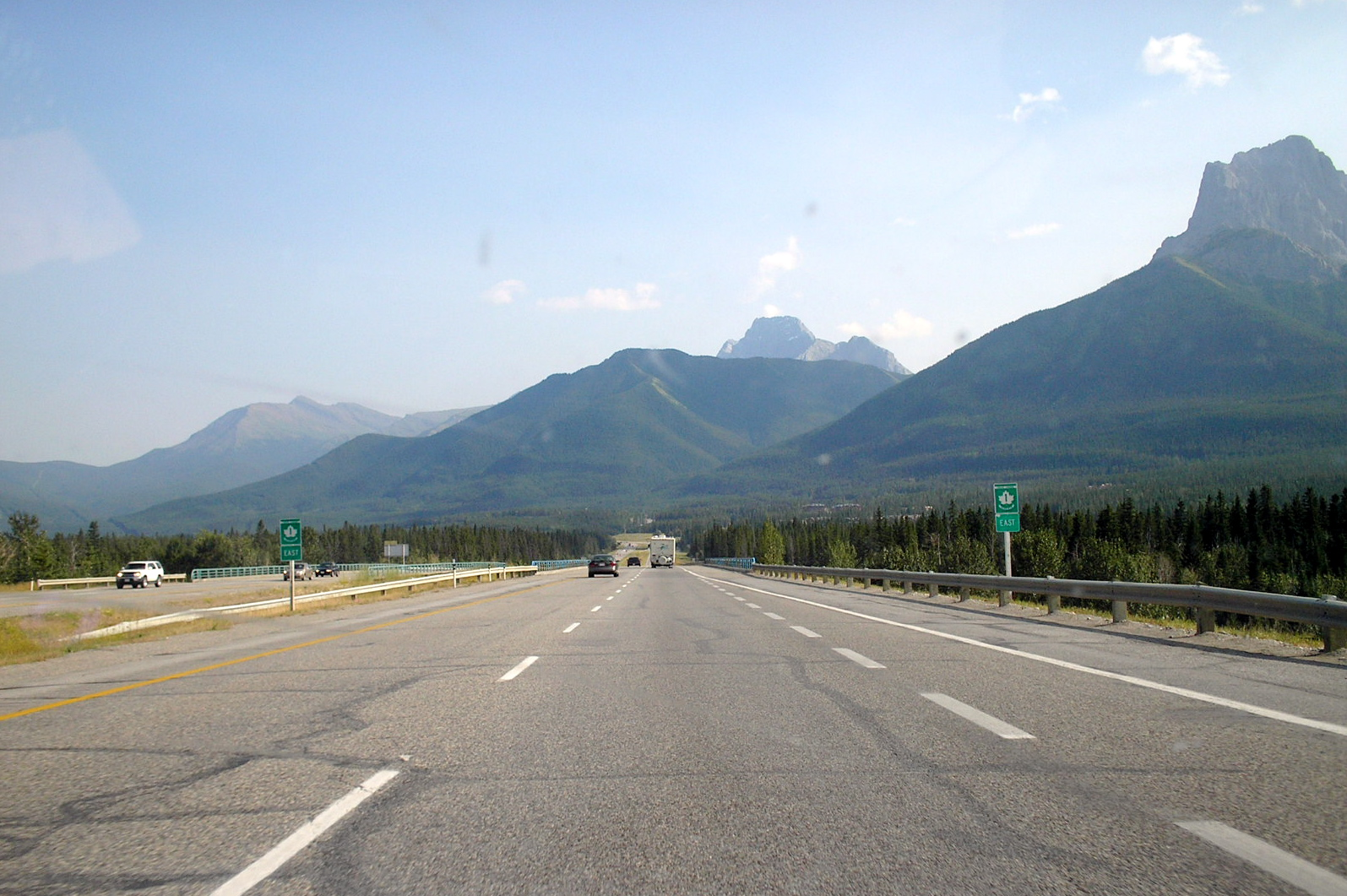
На схід біля Кенмора

шосе 1 визначено як основний маршрут у Національній системі автомобільних доріг Канади  і є основною частиною мережі автомагістралей Альберти, що розвивається.

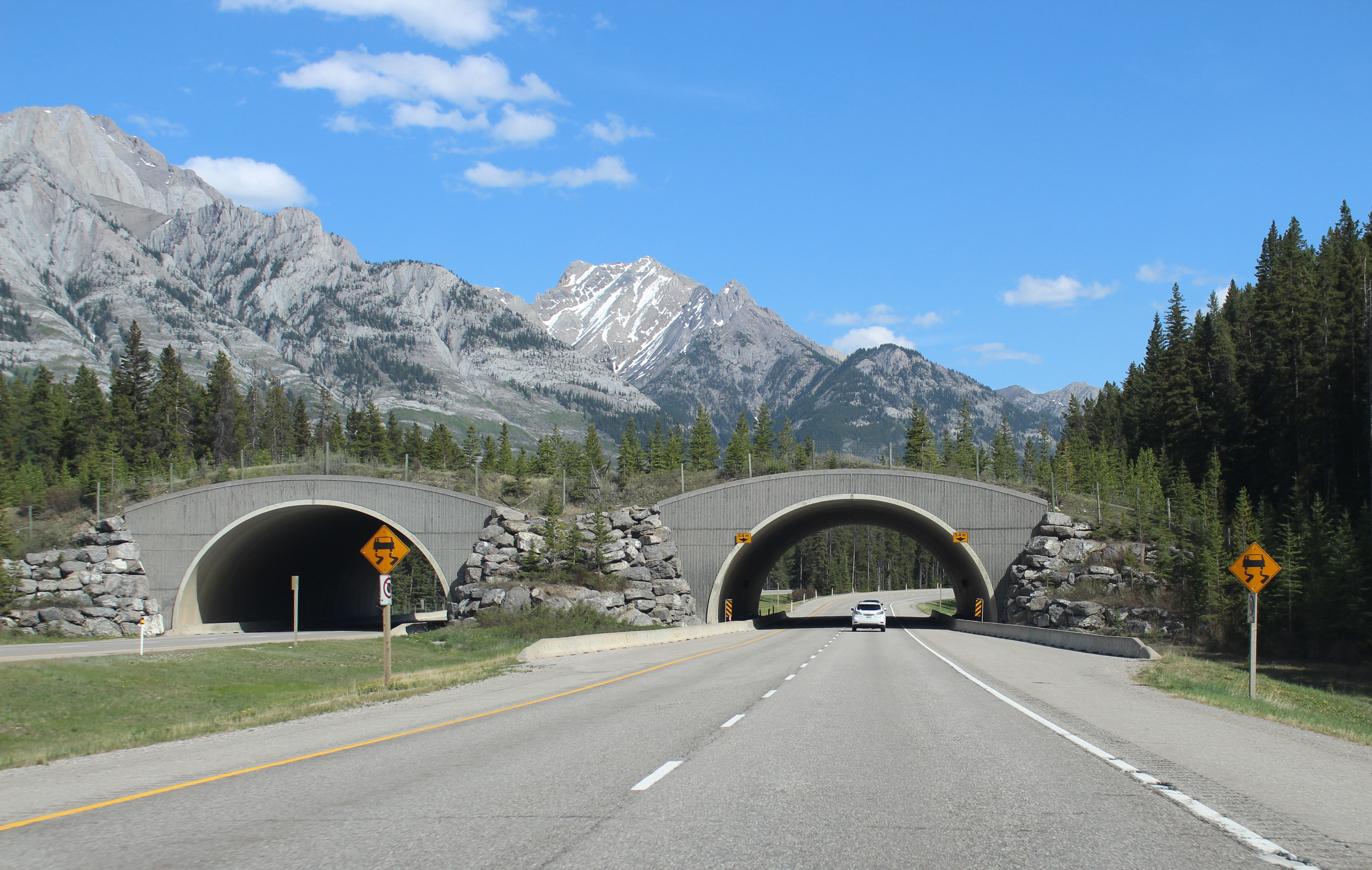
Естакада дикої природи на східному шосе Альберта 1 у національному парку Банф

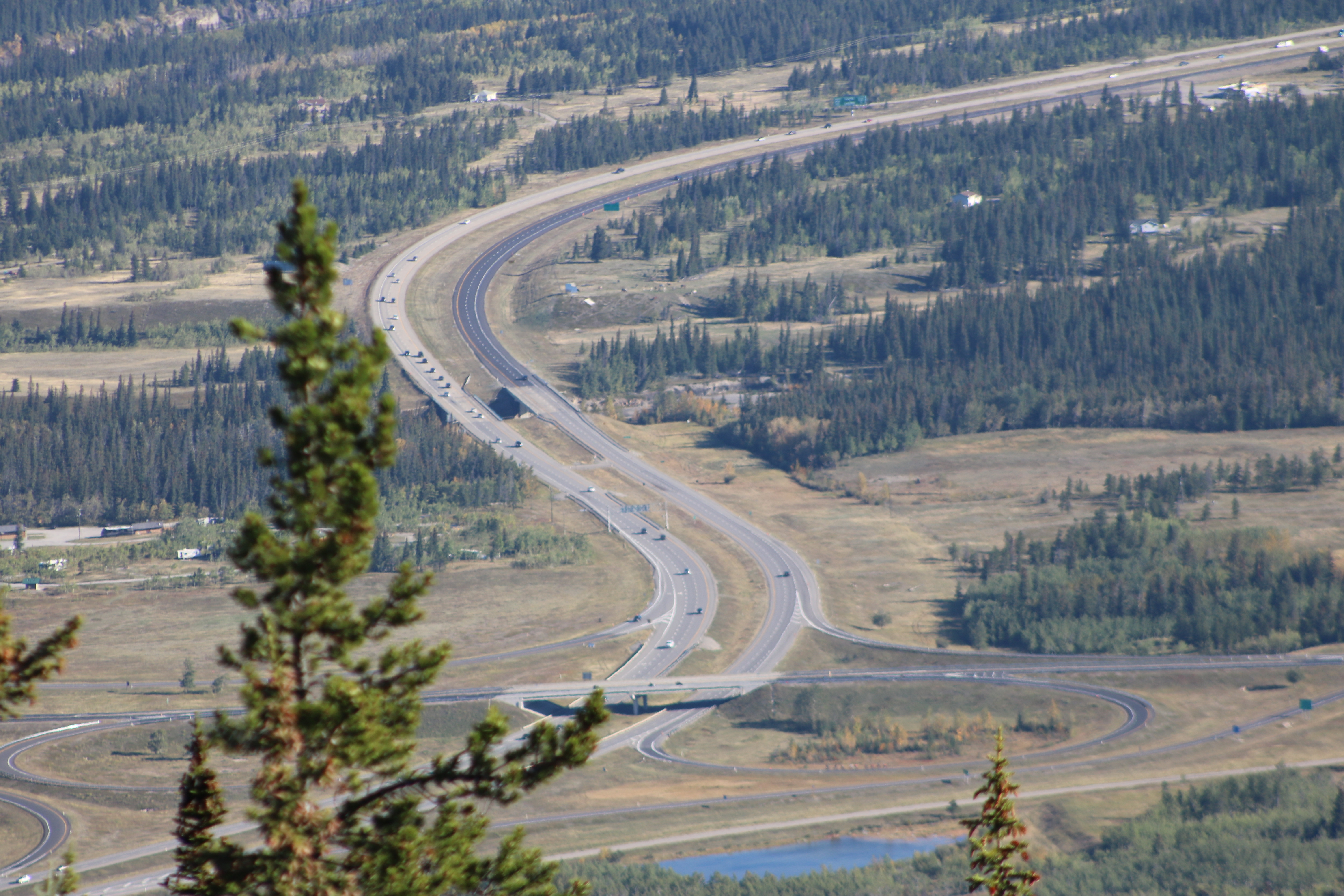
Видно розв’язку шосе 1 і 1X і перетин річки Кананаскіс.

Шосе Британської Колумбії 1 переходить в шосе Альберта 1, коли він перетинає перевал Кікінґ Хорс в Альберту. Зазвичай воно рухається на південний схід уздовж широкої долини річки Боу через національний парк Банф, тричі перетинаючи річку Боу. Після спуску з перевалу з видом на гору Темпл воно перетинає річку Боу. Його перше перехрестя є розв'язкою з шосе 93 на північ (Айсфілдс Парквей), яке проходить одночасно з шосе 1 протягом наступних 25 км. Незабаром після цього шосе 1/93 перетинає річку Пайпстон і проходить через єдину розв'язку, яка обслуговує селище Лейк-Луїз, гірськолижний курорт Лейк-Луїз і доступ до самого озера Луїза, а також до озера Морейн. Звідти шосе перетинає річку Боу і йде вздовж західного берега річки, проходячи кількома стежками, поки не досягне розв’язки на шосе 93 на південь (шосе Банф–Радіум), яке сприяє значному руху на схід, а також є середньою точкою доступу до долини Боу бульвар. Звідти шосе продовжується повз ще кілька поворотів на стежки з краєвидами на хребет Собак. Після розв’язки на гірськолижний курорт Банф Саншайн шосе повертає на схід і наближається до міста Банф. Шосе підіймається від річки до скелі над містом. Виїзд на вершині підйому дозволяє відвідувачам оглянути місто Банф, озера Верміліон і гору Рандл. Далі шосе проходить повз дві розв’язки, які обслуговують Банф та навколишні пам’ятки. Звідти шосе повертає на південний схід і залишає парк. Весь відрізок шосе 1 через національний парк підтримується урядом Канади, на всіх ділянках шосе Банф-Парк є огорожі для диких тварин і естакади, щоб тварини не потрапляли на дорогу. Обмеження швидкості на більшості ділянок парку становить 90 км/год.

## Дивись також
- Трансканадське шосе